# Craig Dowd
Craig William Dowd (Auckland, 26 de octubre de 1969) es un ex–jugador neozelandés de rugby que se desempeñaba como pilar. Fue internacional con los All Blacks de 1993 a 2000.

## Carrera
Es uno de los casi inexistentes jugadores que han ganado todos los títulos posibles a nivel selección y a nivel club, además conformó uno de las primeras líneas más fuertes de la historia junto al hooker Sean Fitzpatrick y el pilar Olo Brown. Sin embargo para el mejor equipo del Mundial 1995, donde fueron listados Fitzpatrick y Brown, en su lugar fue elegido el argentino Matías Corral.

## Selección nacional
Fue seleccionado a los All Blacks por primera vez para enfrentar a los British and Irish Lions, debutó como titular en esta gira de visita y lo sería hasta su retiro en el Torneo de las Tres Naciones 2000.
En total jugó 60 partidos y marcó 10 puntos, productos de dos tries.

### Participaciones en Copas del Mundo
Laurie Mains lo convocó a Sudáfrica 1995 donde formó la mejor primera línea y John Hart lo seleccionó para Gales 1999. En ambos mundiales fue un titular indiscutido.
| Mundial                       | Sede      | Resultado     | PJ | Tries |
| ----------------------------- | --------- | ------------- | -- | ----- |
| Copa Mundial de Rugby de 1995 | Sudáfrica | Subcampeón    | 5  | 1     |
| Copa Mundial de Rugby de 1999 | Gales     | Cuarto puesto | 6  | 0     |

## Palmarés
- Campeón de The Rugby Championship de 1996, 1997 y 1999.
- Campeón de la Copa de Campeones de 2003–04.
- Campeón del Super Rugby de 1996 y 1997.
- Campeón de la Copa Desafío de 2002–03.
- Campeón de la Premiership Rugby de 2002–03, 2003–04 y 2004–05.
- Campeón de la Mitre 10 Cup de 1993, 1994, 1995, 1996 y 1999.